# (39067) 2000 VG3
2000 في جي 3 (ويعرف أيضًا باسم (39067) 2000 في جي 3 وفق تسمية الكوكب الصغير) (بالإنجليزية: 2000 VG3)‏ هو كويكب ضمن حزام الكويكبات؛ وترتيبه 39067 من حيث الاكتشاف.
اكتُشف هذا الجُرم الفلكي بواسطة William Kwong Yu Yeung ‏ في 1 نوفمبر 2000.

## وصلات خارجية
- (39067) 2000 VG3 في قاعدة بيانات مختبر الدفع النفاث لأجرام النظام الشمسي الصغيرة

- الاكتشاف · مخطط المدار ·  العناصر المدارية · المعلمات المادية

- (39067) 2000 VG3 على موقع ويكي سكاي: DSS2, SDSS, GALEX, IRAS, Hydrogen α, X-Ray, Astrophoto, Sky Map, Articles and images